# Privat sektor
Den private sektor er en samlet betegnelse for den del af en blandingsøkonomi, som ikke er kontrolleret af staten og som drives med profit for øje. Således står den private sektor i modsætningsforhold til den offentlige sektor og de statsejede virksomheder. Den private sektor består hovedsageligt af virksomheder, men omfatter bl.a. også erhvervsdrivende fonde, der ikke drives for at generere profit, men som alligevel fungerer på markedsvilkår.
I den private sektor findes mange juridiske strukturer, afhængig af i hvilken jurisdiktion de hører under. Den private sektor er drevet af hensynet til sine aktionærer og af udbud og efterspørgsel. I mange lande, herunder Danmark, beskæftiger den private sektor hovedparten af arbejdsstyrken, mens den offentlige sektor i andre lande, som f.eks. Folkerepublikken Kina beskæftiger størstedelen af befolkningen. Der er også stor forskel på størrelsesforholdet mellem de to sektorer og hvor meget de bidrager til bruttonationalproduktet.
Gennem outsourcing udfører dele af den private sektor opgaver, der ellers har været udført af den offentlige sektor.